# Nemozoma elongatum
Nemozoma elongatum (лат.) — вид жуков из семейства темнотелок.

## Описание
Жуки чёрной окраски длиной 3,5-4,7 мм. Усики рыжие, состоят из 10-ти члеников. Переднеспинка покрыта многочисленными грубыми точками. Личинки розоватой окраски с хорошо заметными пятнами на средне- и заднегруди. На урогомфахимеются 5-6 коротких волосков, чем отличаются от личинок близкого вида Nemozoma cornutum, у которого щетинки более многочисленные и длинные.

## Биология
Развивается под корой хвойных и лиственных деревьев в ходах короедов. Питается личинками короедов. Его добычей могут быть около 40 видов короедов. В Европе основной добычей являются короед гравёр обыкновенный, который поражает ель, и короед короед двуцветный, который в основном обитает на буке. Свих жертв Nemozoma elongatum, обнаруживает по феромонам, выделяемым короедами.
Самки откладывают около 60 яиц. Личинка в течение жизни съедает около 30 личинок короеда-гравёра. Взрослые жуки живут от 3 до 5 месяцев.

## Распространение
Встречается в Европе, Северной Африке, Ближнем Востоке и на Кавказе.